# Meton tropicus
Meton tropicus är en skalbaggsart som beskrevs av Francis Polkinghorne Pascoe 1862. Meton tropicus ingår i släktet Meton och familjen långhorningar. Inga underarter finns listade i Catalogue of Life.